# Serratula tinctoria
Serratula tinctoria là một loài thực vật có hoa trong họ Cúc. Loài này được L. miêu tả khoa học đầu tiên năm 1753.